# Johan Boye Junge
Johan Peter Boye Junge (født 23. juni 1735 i Barmstedt, Holsten, død 22. februar 1807 i København) var en dansk bygmester.
Han var søn af Harm Junge og Maria Huckfeldt og kom i tømrerlære som otteårig hos farbroderen Boye Junge. Han tog borgerskab som tømrermester i København 1759, var Tømrerlaugets oldermand 1767-71, chef for brandkorpset, initiativtager til oprettelse af og organisator af det borgerlige artilleri i København og Helsingør og oberst i infanteriet 1804.
Junge blev gift 11. december 1761 i København med Birgitta Magens (døbt 12. oktober 1743 sammesteds - 18. januar 1815 sammesteds), datter af tømrermester Johan Magens og Magdalene Wisse. Han er begravet i Sankt Petri Kirkes gravkapel.

## Værker
- En række ejendomme langs Nørre Voldgade, København (fra 1781, signeret udkast på Københavns Bymuseum)
- Anlæg og bebyggelse af Kronprinsensgade, København (1783, projekt i Nationalmuseet)
- Husrækken Pilestræde 37-45, København (1784-85)
- Købmagergade 32, København (1785)
- Sidefløj af Den kongelige Skydebane, Vesterbrogade (1792, genopført 1895-96, fredet 1926)
- Eget landsted, Frederiksberg Bredegade 13A, nu eforbolig til Hassagers Kollegium (1794-1806, fredet)

## Galleri
- Pilestræde 37